# Durvillaea antarctica
Durvillaea antarctica, a planta do mar, o cochayuyo, cachiyuyo, cochaguasca, cochahuasca, ou coyofe, é uma alga castanha comestível rica em iodo que habita na costa dos mares sub-antárcticos, em Chile, Nova Zelândia e o oceano Atlântico Sul. O seu nome rende homenagem ao explorador francês Jules Dumont d'Urville (1790-1842).

## Descrição

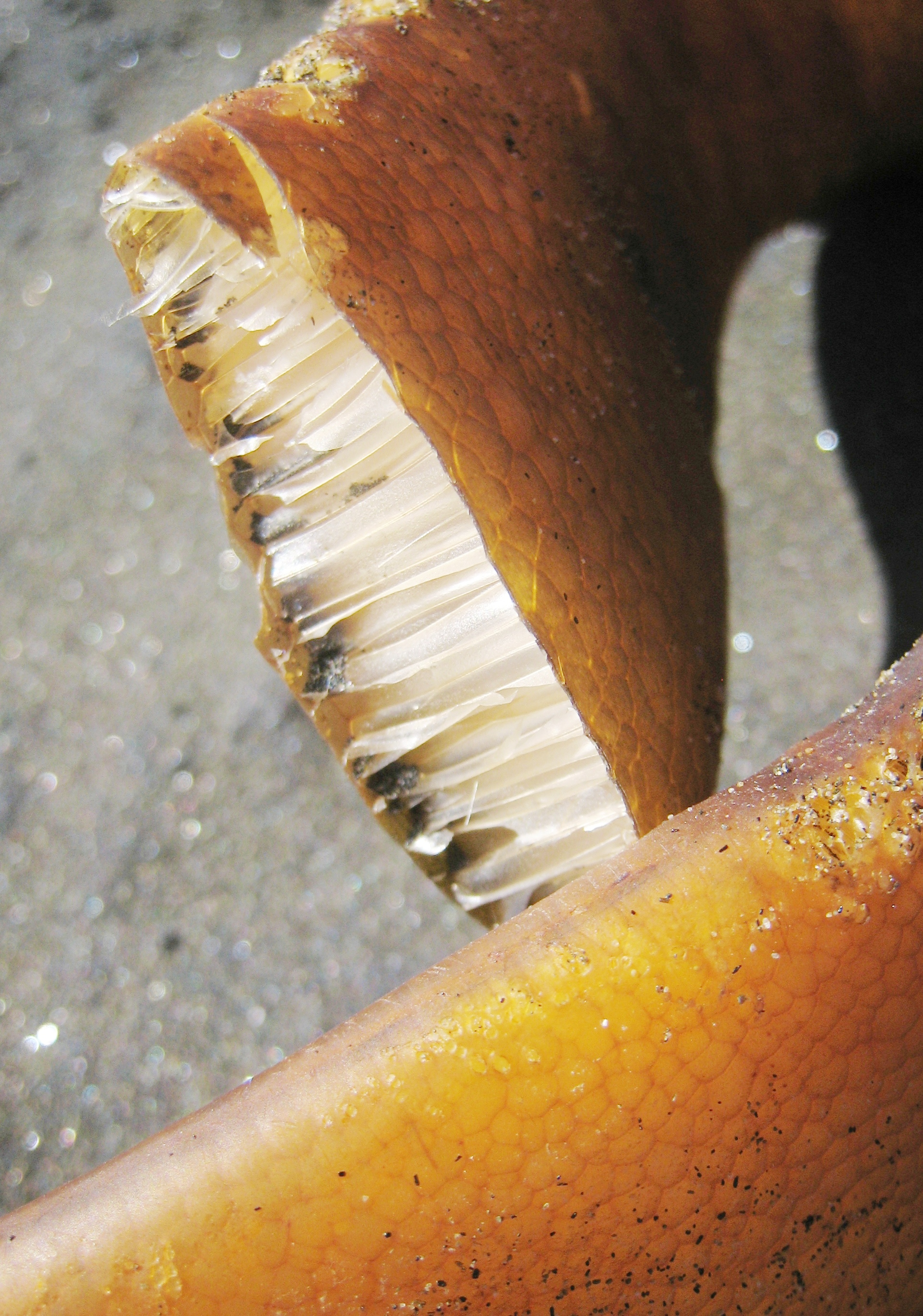
Cochayuyo seco.

Trata-se de uma alga de grande tamanho que pode chegar a atingir os 15 metros de longitude. Seus filoides ("folhas"), também chamadas como toda a planta, são de cor castanho verdoso quando estão no mar e castanho roxo após de secar, têm consistência carnosa e seu interior é uma estrutura de panal que lhes dá grande resistência para suportar o embate da ondulação. Seu cauloide ("talo") é circular e não tem espaços cheios de ar, sua cor é verde claro e mede ao redor de um metro de longo até o nascimento do primeiro filoide. O disco basal ou rizoide é uma estrutura muito forte que se adere às rochas na zona da rompente, pelo que deve ser capaz de resistir o golpe contínuo das ondas sem se desprender do substrato.

## Nomes
Por uma parte, esta alga tem dois nomes de origem quíchua: cochayuyo, qhutra yuyu, «planta de mar», e cochaguasca ou cochahuasca, qhutra waska, «soga de mar», que lhe foi dado pelo parecido que tem com as cordas.
Por outra parte, também recebe nomes de origem mapuche: "coyofe" é uma adaptação da voz original kollof, que designa suas filoides. Na zona central e sul de Chile os cauloides são chamados "ulte" (ou "huilte"), nos arredores de Valdivia recebem o nome de "lunfo" (do termo lüngfo ou lenfü) e em Chiloé chamam "lembo" ou "raguay" a esta estrutura junto com o disco basal, nome que se lhe aplicava humorísticamente ao pene por seu parecido em forma e constituição. Já velha, esta alga é chamada müngo.

## Usos

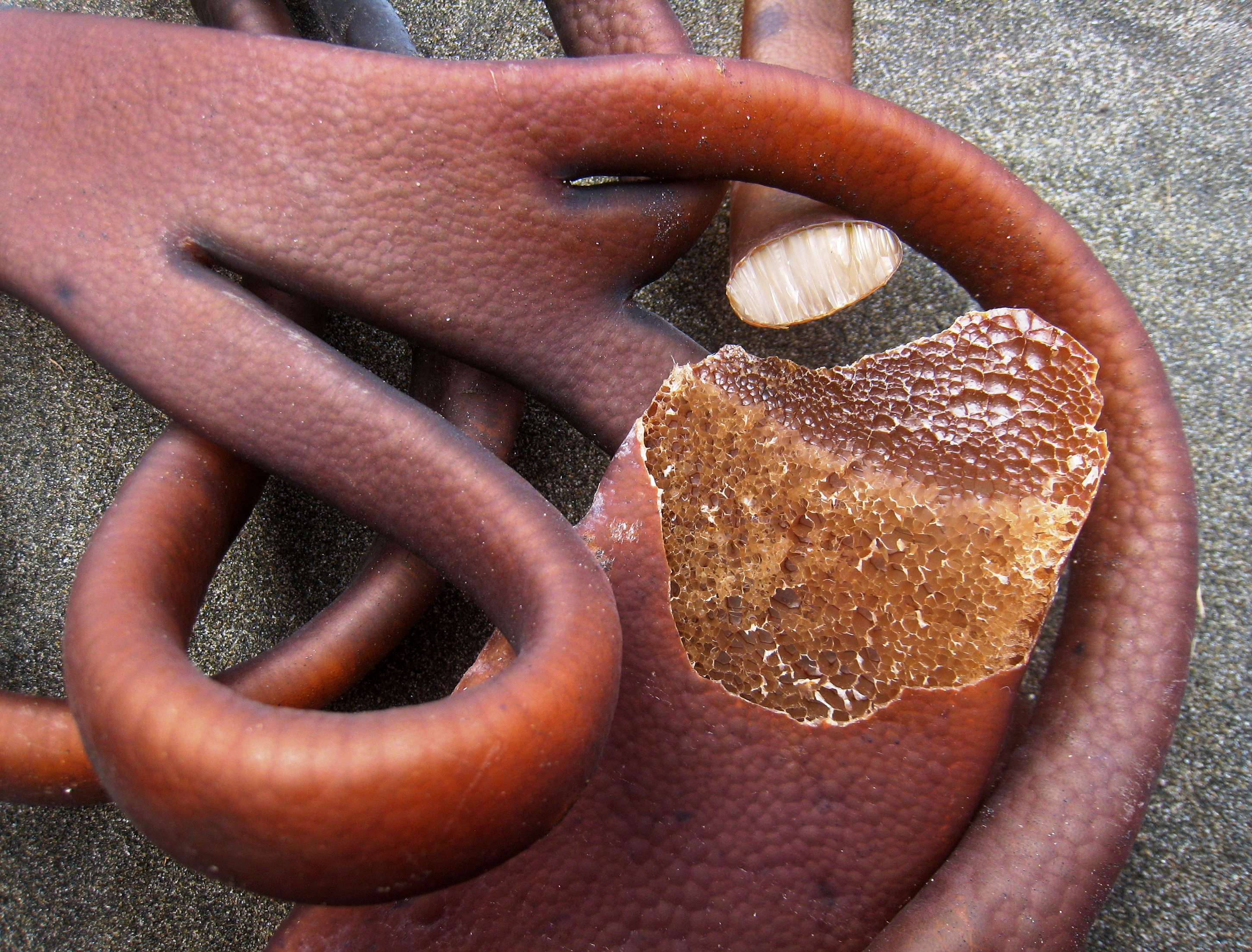
Imagem de cochayuyo secando-se.

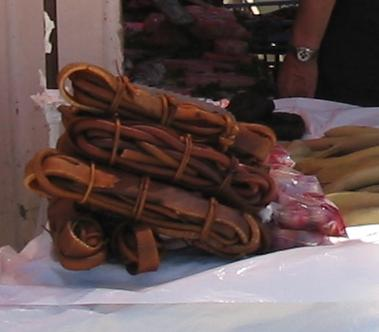
Pacote de cochayuyo que se consome em Chile desde épocas precolombinas.

Esta alga tem sido um dos recursos alimentares de comunidades indígenas americanas durante séculos e hoje em dia faz parte da gastronomia chilena.
Em Chile tem-se extraído desde a costa e secado em pacotes que, graças a seu baixo peso, eram trocados no interior do país.
Existem muitos pratos chilenos que usam esta alga, fazendo parte de guisados, saladas, pastéis e sopas, fabricando-se inclusive uma "marmelada de cochayuyo", com sabor de frutas. No entanto, nos últimos anos seu consumo tem diminuído.
Aos alimentos que contêm esta alga, são atribuídos efeitos digestivos e tónicos.
No passado usava-se para que os bebés que estavam a desenvolver os dentes a mordessem.
Mesmo assim, os mapuche obtinham dos talos um colorante castanho muito escuro para tender suas teias.
Actualmente, existe um gel de planta do mar, em fase experimental, que serve como sustrato nutritivo para conseguir que sementes de plantas colonizem terrenos pobres e que se usou para criar pasto sobre o sub-solo que fica ao descoberto após construir caminhos.